# The Family Next Door (film 1912)
The Family Next Door è un cortometraggio muto del 1912 diretto da Romaine Fielding (non confermato).

## Produzione
Il film fu prodotto dalla Lubin Manufacturing Company.

## Distribuzione
Distribuito dalla General Film Company, il film - un cortometraggio in una bobina - uscì nelle sale USA il 2 novembre 1912.